# دانيال بروكس (لاعب غولف)
دانيال بروكس (بالإنجليزية: Daniel Brooks)‏ هو لاعب غولف بريطاني، ولد في 5 يناير 1987 في Basildon ‏ في المملكة المتحدة.

## وصلات خارجية
- دانيال بروكس على موقع رابطة أوروبا للاعبي الغولف المحترفين (الإنجليزية)
- دانيال بروكس على موقع التصنيف العالمي الرسمي للغولف (الإنجليزية)